# Parafia św. Wojciecha w Margoninie
Parafia Świętego Wojciecha w Margoninie jest jedną z 10 parafii leżącą w granicach dekanatu chodzieskiego. Erygowana w XII wieku. Kościół parafialny został wybudowany w latach 1753–1755 staraniem i nakładem Anny z Malechowskich Ciecierskiej cześnikowej podlaskiej w stylu późnobarokowym. Mieści się przy ulicy Kościelnej.

## Dokumenty
Księgi metrykalne: 
- ochrzczonych od 1945 roku
- małżeństw od 1945 roku
- zmarłych od 1945 roku